# Leandra phelpsiae
Leandra phelpsiae är en tvåhjärtbladig växtart som beskrevs av Henry Allan Gleason. Leandra phelpsiae ingår i släktet Leandra och familjen Melastomataceae. Inga underarter finns listade i Catalogue of Life.